# 쿠르트 빈더
쿠르트 빈더(Kurt Binder, 1944년 2월 10일 – 2022년 9월 27일)는 오스트리아의 이론 물리학자였다.

## 생애
1969년 빈 공과대학교에서 박사학위를 받았으며, 1973년 뮌헨 공과대학교에서 훈련학위를 받았다. 동시에 베를린의 베를린 자유 대학교로부터 제안을 받아 자르란트 대학교의 이론물리학 교수직을 수락하기로 결정했다. 1977년부터 1983년까지 그는 율리히 연구센터(Forschungszentrum Jülich)의 고체 연구 연구소에서 이론 물리학 그룹을 이끌었고 현재 독일 마인츠 대학교에서 이론 물리학 교수로 재직하고 있다. 1989년부터 그는 마인츠에 있는 막스-플랑크-고분자 물리학 연구소의 외부 회원이기도 했다.
1977년부터 빈더는 말리스 에커(Marlies Ecker)와 결혼하여 두 아들을 두었다.
그의 연구는 응집물질물리학과 통계물리학의 여러 분야에 관한 것이었다. 그는 통계 및 응집 물질 물리학의 정량적 도구로서 몬테카를로 시뮬레이션 개발을 개척하고, 이론 및 실험에 더해 세 번째 분야로 시뮬레이션을 확립하고, 물리 연구의 여러 영역에서 시뮬레이션의 적용을 촉진한 것으로 가장 잘 알려져 있다. 그는 상전이와 스핀 유리에서 고분자 물리학에 이르기까지 수많은 분야에 매우 중요한 공헌을 했다. 그는 전 세계적으로 가장 많이 인용되는 물리학자 중 한 명이다. 시조 빈더 누적량은 상태 다이어그램 분석에 매우 중요하고 자주 사용되는 수량이다.
빈더는 여러 주요 과학 저널의 편집위원이자 오스트리아, 불가리아, 독일의 과학 아카데미 회원이었다.